# Rùa chân đốm
Rùa chân đốm (danh pháp hai phần: Rhinoclemmys punctularia) là một loài rùa thuộc chi Rhinoclemmys trong họ Geoemydidae.

## Phân bố
Brazil, Guiana Pháp, Guyana, Suriname, Trinidad và Tobago, Venuezuela.

## Phân loài
- Rhinoclemmys punctularia punctularia[1]: Rùa chân đốm miền đông.
- Rhinoclemmys punctularia flammigeraPaolillo, 1985[1]: Rùa chân đống Thượng Orinoco. Venezuela.